# Liparetrus lugens
Liparetrus lugens är en skalbaggsart som beskrevs av Blackburn 1892. Liparetrus lugens ingår i släktet Liparetrus och familjen Melolonthidae. Inga underarter finns listade i Catalogue of Life.